# Darnets
Darnets é uma comuna francesa na região administrativa da Nova Aquitânia, no departamento de Corrèze. Estende-se por uma área de 25,42 km². Em 2010 a comuna tinha 360 habitantes (densidade: 14,2 hab./km²).